# Peter Platzer
Peter Platzer, né le 29 mai 1910 en Autriche-Hongrie et mort le 13 décembre 1959, est un footballeur autrichien. International autrichien puis allemand à la suite de l'anschluss, il évolue au poste de gardien de but de la fin des années 1920 au début des années 1940.
Formé au Brigittenauer AC, il évolue ensuite au Floridsdorfer AC puis au SK Admira Vienne avec qui il remporte quatre titres de champion d'Autriche et est finaliste de la Coupe Mitropa 1934.
Il compte 31 sélections en équipe d'Autriche avec qui il termine quatrième de la Coupe du monde 1934. Il dispute également deux rencontres avec l'équipe d'Allemagne.

## Biographie

### Carrière de club
Il évolue dans trois clubs différents durant sa carrière entre 1927 et 1940. Il joue au Brigittenauer AC de 1927 à 1929, au Floridsdorfer AC de 1929 à 1934, puis au SK Admira Vienne de 1934 à 1940.

### Carrière internationale
Au niveau international, il évolue de 1931 à 1938 avec l'équipe d'Autriche. Il est appelé par le sélectionneur autrichien Hugo Meisl pour participer à la Coupe du monde 1934 en Italie.
Durant la compétition, les Autrichiens se défont des Français trois buts à deux au 1er tour, avant de l'emporter sur la Hongrie deux buts à un en quart-de-finale. Ils sont finalement éliminés par les futurs champions du monde, l'Italie un but à zéro en demi-finale, puis sont battus par les Allemands trois buts à deux lors du match pour la troisième place.
En 1938, à la suite de l'annexion du pays par Adolf Hitler, il joue avec l'équipe d'Allemagne pour deux matchs.